# ロックマンズサッカー
『ロックマンズサッカー』 (ROCKMAN'S SOCCER) は、1994年3月25日に日本のカプコンから発売されたスーパーファミコン用サッカーゲーム。北米では『Mega Man Soccer』のタイトルで発売された。
同社の『ロックマンシリーズ』に登場するキャラクターを使用した作品であり、基本的なルールは他のサッカーゲームと同様である。各選手には必殺技シュートという強力なシュートが用意されている事を特徴としており、オプション画面でその使用回数を自由に決めることができるが、チャンピオンシップモードでは回数がデフォルトのままになっている。
開発はさんえるが行い、プロデューサーは『超魔界村』（1991年）や『ロックマンX』（1993年）を手掛けた藤原得郎、ゲーム・デザインはスーパーファミコン版『ファイナルファイト』（1990年）を手掛けた三並達也、音楽は小学館プロダクションから発売された『らんま1/2 超技乱舞篇』（1994年）を手掛けた岡本智郎および富沢賢一、ナムコから発売された『サンドラの大冒険 ワルキューレとの出逢い』（1992年）を手掛けた富樫則彦が担当している。
本作のCMでは嘉門達夫が歌唱する曲「WE ARE ROCKMAN」が使用された。しかし歌詞の内容はゲームとの関連性は薄く、歌詞中の「Rock」は音楽の「ロックンロール」を指している。

## ゲーム内容

### チャンピオンシップモード
ワイリーが率いるロボット軍団に占領されてしまったサッカー場を取り戻すための戦い。はじめは以下の8つのキャラクターのチームを自由な順番で攻略していく。撃破するとそのチームにいたキャラクターが仲間となり新たな必殺シュートが使用可能になる。
- ファイヤーマン
- ダストマン
- スカルマン
- ファラオマン
- ウッドマン
- ニードルマン
- カットマン
- エレキマン

8つのチームを全滅させた後は、以下の3チームとの戦い。
- エンカー
- ブルース
- ワイリー

### その他
- 時代設定は『ロックマン4』と『ロックマン5』との間になっている。
- BGMは『ロックマン5』からの使い回しが多い。
- SFCのロックマン作品では『7』や『X』の数字入力と異なり、従来タイプのパスワードが採用されている。
- チャンピオンシップモードをクリアしてもスタッフロールを見る事が出来ず、タイトル画面に戻される。

## 登場キャラクター
一部の詳細は、ロックマンシリーズに記述してある。試合に参加するキャラクターはメンバーズ（Member’s）と呼ばれる。

### 味方側
DRN.001 ロックマン（Rockman）
ライト博士に体をサッカー用に改造してもらって、ワイリーが率いるロボット軍団とサッカーで対決していくことになる。
必殺技シュートはロックバスターシュート。

DRN.000 ブルース（Blues）
必殺技シュートはブルースバスターシュート。

DRN.002 ロール（Roll）
試合に参加しない。

Dr.ライト（Dr.Right）
試合に参加しない。

### 敵側
DRN.003 カットマン（Cutman）
必殺技シュートはローリングカッターシュート。

DRN.005 アイスマン（Iceman）
必殺技シュートはアイスシュート。

DRN.006 ボンバーマン（Bomberman）
必殺技シュートは爆弾シュート。

DRN.007 ファイヤーマン（Fireman）
必殺技シュートはファイヤーシュート。

DRN.008 エレキマン（Elecman）
必殺技シュートはエレキシュート。

DWN.010 エアーマン（Airman）
必殺技シュートは竜巻シュート。

DWN.011 バブルマン（Bubbleman）
必殺技シュートはバブルシュート。

DWN.014 フラッシュマン（Flashman）
必殺技シュートはフラッシュシュート。

DWN.016 ウッドマン（Woodman）
必殺技シュートはリーフシュート。

DWN.017 ニードルマン（Needleman）
必殺技シュートはニードルシュート。

DWN.019 ジェミニマン（Geminiman）
必殺技シュートはジェミニシュート。

DWN.021 タップマン（Topman）
必殺技シュートはタップシュート。

DWN.022 スネークマン（Snakeman）
必殺技シュートはスネークシュート。

DWN.026 トードマン（Toadman）
必殺技シュートはトードシュート。

DWN.028 ファラオマン（Pharaohman）
必殺技シュートはファラオシュート。

DWN.030 ダストマン（Dustman）
必殺技シュートはダストシュート。

DWN.032 スカルマン（Skullman）
必殺技シュートはスカルシュート。

RKN.001 エンカー（Enker）
必殺技シュートはミラーバスターシュート。

Dr.ワイリー（Dr.Wily）
サッカー用ロボットに搭乗。エキシビジョンモードでは使用できない。
必殺技シュートはワイリーシュート。

## スタッフ
- ゲーム・デザイン：YATSUHOE、RED、MICKEY（三並達也）
- メイン・プログラム：KWAERU.T（谷口蛙）
- サブ・プログラム：MINK.M
- ゲスト・プログラム：GERO
- プログラム・サポート：KOBA
- グラフィック：7852（なやこうじ）、ORI-CHAN、MARIO-CHAN、SUMIRE、Q-CHAN、MATABICHI、RAKKASEI-ONDO、YOSHIMI、KAORU、OKAAA-CHAN、PATRIOT-YAMAZOO（山添公雄）
- サウンド・プログラム：TOMI（富沢賢一）
- サウンド：OKA（岡本智郎）、TOMI（富沢賢一）、NORIRIN（富樫則彦）
- ディレクター：YACCYAN!
- プロデューサー：PROFESSOR F（藤原得郎）

## 評価
ゲーム誌『ファミコン通信』の「クロスレビュー」では、6・5・6・5の合計22点（満40点）、『ファミリーコンピュータMagazine』の読者投票による「ゲーム通信簿」での評価は以下の通りとなっており、21.6点（満30点）となっている。
| 項目 | キャラクタ | 音楽 | お買得度 | 操作性 | 熱中度 | オリジナリティ | 総合 |
| 得点 | 4.0        | 3.6  | 3.4      | 3.5    | 3.7    | 3.5            | 21.6 |

## 攻略本
- スーパーファミコン完璧攻略シリーズ57 ロックマンズサッカー 必勝攻略法 - 双葉社、1994年、ISBN 4-575-28314-2
- 覇王ゲームスペシャル9 ロックマンズサッカー 必勝攻略本 - 講談社、1994年4月18日、ISBN 4-06-329209-6